# The Chrysalids
The Chrysalids (Nederlands: De Getekenden) is een sciencefictionboek van John Wyndham uit 1955 dat een wereld beschrijft duizenden jaren na een catastrofale kernoorlog. Maar enkele kleine gemeenschappen van mensen hebben de verwoesting overleefd omdat ze ver van de volkomen vernietigde grote bevolkingsconcentraties woonden.

## Samenvatting
De godsdienstig fundamentalistische dictatuur die de kleine levensvatbare enclave Waknuk beheerst waar nog mensen kunnen leven, te midden van de door straling gemuteerde wildernis in Labrador, bestrijdt met middeleeuwse methoden mutanten en ook mensen die wetenschap willen beoefenen. 
De verre voorouders van de bevolking van Waknuk hebben de allesverwoestende kernoorlog overleefd, maar de mensen herinneren zich dit nauwelijks meer en noemen die periode de “Tribulation” (rampspoed), een tijd waarin de mensen moesten 'lijden voor hun zonden'. Waknuk had geluk, omdat het ver weg lag van de plekken in het mythische 'Zuiden' die het ergst waren getroffen door de kernoorlog. Ook al was deze oorlog lang geleden, de nucleaire straling besmet nog steeds de wereld buiten de kleine gemeenschap van Waknuk en zorgt door mutaties voor afwijkingen van 'de norm' in levende wezens. De inwoners van Waknuk geloven dat de vroegere technologische beschaving vernietigd is door God, vanwege alle zonden waaronder het beoefenen van wetenschap. Om een tweede straf van God te voorkomen bewaren ze de 'absolute norm'. Mens, dier en planten die een kleine mutatie hebben worden als godslasterend en duivelswerk gezien. De strenge moraal van de gemeenschap is: “De norm is Gods wil” en “De duivel is de vader van afwijkingen”. Als er ook maar enig bewijs van afwijkingen wordt gevonden binnen Waknuk dan wordt de besmette plant, het besmette dier of de besmette mens direct afgevoerd, vernietigd of verbannen naar de zuidelijke gemuteerde wildernis. 
De verteller van het verhaal, de jonge David Strorm, weet al vanaf jonge leeftijd dat hij een afwijking is, hij is telepathisch, maar weet dit te verbergen voor zijn streng religieuze vader die ook de leider van de kleine gemeenschap is. David heeft een kleine groep vrienden die in het geheim ook afwijkingen hebben, van een extra teen aan de voeten tot buitenzintuiglijke krachten, en uiteindelijk wordt dit door de fundamentalisten ontdekt. Sommigen worden gevangengenomen en gedood, maar de overlevenden weten te vluchten naar de besmette wildernis. Ook hier worden ze niet bepaald vriendelijk ontvangen door de bannelingen die er leven, maar uiteindelijk worden ze gered door mutanten uit 'Sealand', waarmee ze telepathisch contact gekregen hadden. 
De Sealanders speuren de wereld af naar telepaten en andere 'afwijkelingen' in de schaars en onderling wijd verspreid liggende, overlevende pioniersgemeenschappen. Ze hebben meestal voor hun leven moeten vluchten uit de dorpjes waar ze geboren zijn, door toedoen van hun intolerante medemensen. Sealand is het vroegere Nieuw-Zeeland, dat in het verre verleden, door zijn afgelegen ligging, niet zo zwaar getroffen is door de kernoorlog die de rest van de beschaving totaal vernietigde. De Sealanders wisten na een zeer lange en moeilijke pioniersperiode weer een georganiseerde, zelfs geïndustrialiseerde samenleving op te bouwen. Nu leven in Sealand afwijkelingen vreedzaam samen met onveranderde mensen en werken gezamenlijk aan de opbouw van een nieuwe, meer vreedzame en tolerante beschaving.

## Nederlandse uitgave
The Chrysalids is uitgegeven in het Nederlands onder de titel 'De Getekenden' door uitgeverij Het Spectrum, Utrecht als Prisma Pocket in 1959 met herdrukken in 1971, 1974, 1978 en 1985.